# Salmo 78
Il salmo 78 (77 secondo la numerazione greca) costituisce il settantottesimo capitolo del Libro dei salmi.
È tradizionalmente attribuito ad Asaf.